# Okręg wyborczy nr 39 do Sejmu Polskiej Rzeczypospolitej Ludowej (1989–1991)
Okręg wyborczy nr 39 do Sejmu Polskiej Rzeczypospolitej Ludowej (1989–1991) obejmował Tychy oraz gminy Bestwina, Brzeszcze, Czechowice-Dziedzice, Łaziska Górne, Miedźna, Mikołów, Orzesze, Pawłowice, Pszczyna i Suszec (województwo katowickie). W ówczesnym kształcie został utworzony w 1989. Wybieranych było w nim 5 posłów w systemie większościowym.
Siedzibą okręgowej komisji wyborczej były Tychy.

## Wybory parlamentarne 1989

### Mandat nr 150 – bezpartyjny
| Kandydat                                                          | Głosów  | %     |
| ----------------------------------------------------------------- | ------- | ----- |
| Jan Rzymełka                                                      | 144 559 | 80,43 |
| Jan Wieczorek                                                     | 19 367  | 10,78 |
| Walter Menzel                                                     | 8878    | 4,94  |
| Liczba głosów ważnych: 179 731 Źródło: Państwowa Komisja Wyborcza |         |       |

### Mandat nr 151 –Polska Zjednoczona Partia Robotnicza
| Kandydat | I tura | I tura | II tura | II tura |
| Kandydat | Głosów | %      | Głosów  | %       |
| --- | ------ | ------ | ------- | ------- |
| Sebastian Czypionka                                                                                            | 51 767 | 28,57  | 33 334  | 54,99   |
| Jerzy Obłodecki                                                                                                | 33 568 | 18,53  | 18 899  | 31,18   |
| Liczba głosów ważnych: 181 198 (I tura) • 60 616 (II tura) Źródło: Państwowa Komisja Wyborcza I tura i II tura |        |        |         |         |

### Mandat nr 152 – bezpartyjny
| Kandydat                                                          | Głosów  | %     |
| ----------------------------------------------------------------- | ------- | ----- |
| Stefan Sobieszczański                                             | 133 202 | 76,00 |
| Andrzej Polok                                                     | 16 850  | 9,61  |
| Augustyn Kozik                                                    | 10 306  | 5,88  |
| Jan Ślósarczyk                                                    | 6967    | 3,98  |
| Liczba głosów ważnych: 175 270 Źródło: Państwowa Komisja Wyborcza |         |       |

### Mandat nr 153 –Polska Zjednoczona Partia Robotnicza
| Kandydat | I tura | I tura | II tura | II tura |
| Kandydat | Głosów | %      | Głosów  | %       |
| --- | ------ | ------ | ------- | ------- |
| Stanisław Gałeczka                                                                                             | 32 562 | 18,39  | 29 496  | 48,56   |
| Bogumił Ferensztajn                                                                                            | 29 262 | 16,53  | 22 478  | 37,01   |
| Roman Knapek                                                                                                   | 22 595 | 12,76  | —       | —       |
| Liczba głosów ważnych: 177 039 (I tura) • 60 740 (II tura) Źródło: Państwowa Komisja Wyborcza I tura i II tura |        |        |         |         |

### Mandat nr 154 – bezpartyjny
| Kandydat                                                          | Głosów  | %     |
| ----------------------------------------------------------------- | ------- | ----- |
| Bolesław Twaróg                                                   | 128 334 | 75,40 |
| Jan Świerkot                                                      | 12 811  | 7,53  |
| Józef Biolik                                                      | 7654    | 4,50  |
| Kazimierz Utrata                                                  | 7049    | 4,14  |
| Jerzy Tomecki                                                     | 6916    | 4,06  |
| Liczba głosów ważnych: 171 211 Źródło: Państwowa Komisja Wyborcza |         |       |